# Ida McKinley
Ida Saxton McKinley (Canton (Ohio), 8 juni 1847 – aldaar, 26 mei 1907) was de vrouw van de Amerikaanse president William McKinley en first lady tussen 1897 en 1901.
Ida was de dochter van James A. Saxton, een welgestelde bankier. Zijn dochters studeerden aan goede scholen en hij stuurde hen zelfs op Europese tour.
Terwijl ze achter het loket in de bank zat, leerde ze majoor William McKinley kennen die in 1867 naar Canton (Ohio) verhuisd was om een rechtspraktijk uit te bouwen; ze werden smoorverliefd. Terwijl hij aan zijn carrière werkte, wijdde zij zich aan huis en echtgenoot. Op kerstdag 1871 werd hun eerste dochter Katherine geboren; een tweede dochter, Ida, volgde in april 1873 maar de baby was echter ziek en stierf in augustus. Door flebitis en epilepsieaanvallen ging de gezondheid van Ida sterk achteruit en werd ze invalide. Dochter Katherine stierf in 1875.
William die eerst in het congres zetelde en later gouverneur van Ohio werd, bleef altijd dicht bij haar zijde. Ida zat meestal in een Victoriaanse stoel die ze al sinds haar kindertijd had.
Nadat William president werd en ze naar het Witte Huis verhuisden, zei men dat haar gezondheid geen grote handicap was voor haar rol als first lady. Jennie Tuttle Hobart, die Second Lady was, vervulde vaak taken voor haar. Ze haatte de kleur geel en liet zo veel mogelijk wat geel was verwijderen uit het Witte Huis. De tuinman moest zelfs alle gele bloemen uit de tuin weghalen.
Voor recepties zat ze in een blauwe fluwelen stoel en hield een boeket in haar handen om te suggereren dat ze geen hand kon geven om te groeten. In tegenstelling tot het protocol zat ze naast de president op formele diners en hij hield haar goed in de gaten voor een opkomende aanval. Als het nodig was bedekte hij haar gezicht even met een zakdoek. De gasten waren discreet en de kranten schreven ook niets over haar gezondheid. De details over haar gezondheid werden pas vele jaren later onthuld.
Nadat de president in september 1901 was neergeschoten door Leon Czolgosz, net na zijn tweede inauguratie, mompelde hij tegen zijn secretaris dat ze het voorzichtig moesten vertellen aan zijn vrouw. Na zijn dood verhuisde ze terug naar Canton en werd opgevangen door haar jongere zus en bezocht het graf van haar man bijna dagelijks. Ze stierf in 1907 op 59-jarige leeftijd en ligt begraven naast de president en dicht bij hun twee dochters in het McKinley Memorial Mausoleum.
Martha Washington ·
Abigail Adams ·
Martha Jefferson Randolph ·
Dolley Madison ·
Elizabeth Kortright Monroe ·
Louisa Adams ·
Emily Donelson ·
Sarah Yorke Jackson ·
Angelica Van Buren ·
Anna Harrison ·
Letitia Tyler ·
Priscilla Tyler ·
Julia Tyler ·
Sarah Polk ·
Margaret Taylor ·
Abigail Fillmore ·
Jane Pierce ·
Harriet Lane ·
Mary Lincoln ·
Eliza Johnson ·
Julia Grant ·
Lucy Hayes ·
Lucretia Garfield ·
Mary McElroy ·
Rose Cleveland ·
Frances Cleveland ·
Caroline Harrison ·
Mary Harrison McKee ·
Ida McKinley ·
Edith Roosevelt ·
Helen Taft ·
Ellen Wilson ·
Edith Wilson ·
Florence Harding ·
Grace Coolidge ·
Lou Hoover ·
Eleanor Roosevelt ·
Bess Truman ·
Mamie Eisenhower ·
Jacqueline Kennedy ·
Lady Bird Johnson ·
Pat Nixon ·
Betty Ford ·
Rosalynn Carter ·
Nancy Reagan ·
Barbara Bush ·
Hillary Clinton ·
Laura Bush ·
Michelle Obama ·
Melania Trump ·
Jill Biden ·
Melania Trump
- Gemeinsame Normdatei: 1055024433
- International Standard Name Identifier: 0000 0000 2895 7702
- Library of Congress Control Number: n89103728
- National Archives and Records Administration: 10571932
- SNAC: w64t7kj6
- Virtual International Authority File: 43427927
- WorldCat: E39PBJfx86vffJxVjTQwCVQg8C